# Parque nacional Altiaghach
El Parque nacional Altiaghach (en azerí: Altıağac Milli Parkı) es un parque nacional de Azerbaiyán. Fue establecido por el decreto del Presidente de Azerbaiyán, Ilham Alíyev, en una superficie de 11.035 hectáreas (110,35 kilómetros cuadrados) en los rayones de Jizi y de Siazán el 31 de agosto de 2004.
El área de Altyaghach esta en un 90,5% cubierto por bosques caducifolios de hoja ancha en zonas templadas. Los principales tipos de árboles son la Parrotia persica, Quercus macranthera, Fraxinus angustifolia, Fagus orientalis.